# دوره شووا
دوره شووا (به ژاپنی: 昭和時代, Shōwa jidai) از ۲۵ دسامبر ۱۹۲۶ تا ۷ ژانویه ۱۹۸۹ که دوران پادشاهی امپراتور هیروهیتو بود، به درازا انجامید. دوره سلطنت امپراتور هیروهیتو، از دوران همه امپراتورهای قبلی ژاپن طولانی‌تر بود.

## ملی‌گرایی افراطی
انفجار مشکوک در بخشی از ریل‌های متعلق به شرکت راه‌آهن جنوب منچوری، باعث خشم ژاپن و حمله این کشور به منچوری چین شد. هنگامی که جامعه ملل به این رفتار اعتراض کرد، ژاپن این سازمان را ترک کرد. ترک جامعه ملل به معنای تنهایی ژاپن بود و این موضوع به گسترش بیشتر ملی‌گرایی افراطی در این کشور یاری رساند. تا پیش از ۱۸۶۸، بیشتر ژاپنی‌ها هویت خود را با قلمرو فئودال‌نشینی که به آن وابسته بودند تعریف می‌کردند و کمتر در اندیشه ژاپن به منزله یک کل واحد بودند. با معرفی آموزش عمومی، خدمت نظام وظیفه و تمرکزگرایی و با رشد روزافزون صنایع، ناسیونالیسم ژاپنی، و به دنبال آن ملی‌گرایی افراطی، به منزله یک نیروی قدرتمند اجتماعی سر برآورد. ژاپن در مسیر تمامیت‌خواهی، ملی‌گرایی افراطی و فاشیسم گام نهاد و حاصل چنین رویه‌ای در نهایت،دومین تهاجم ژاپن به چین در سال ۱۹۳۷ بود. ورود ژاپن به جنگ جهانی دوم در سال ۱۹۴۱، در حقیقت نقطه آغازی بر پایان امپراتوری ژاپن بود.

## جنگ جهانی دوم

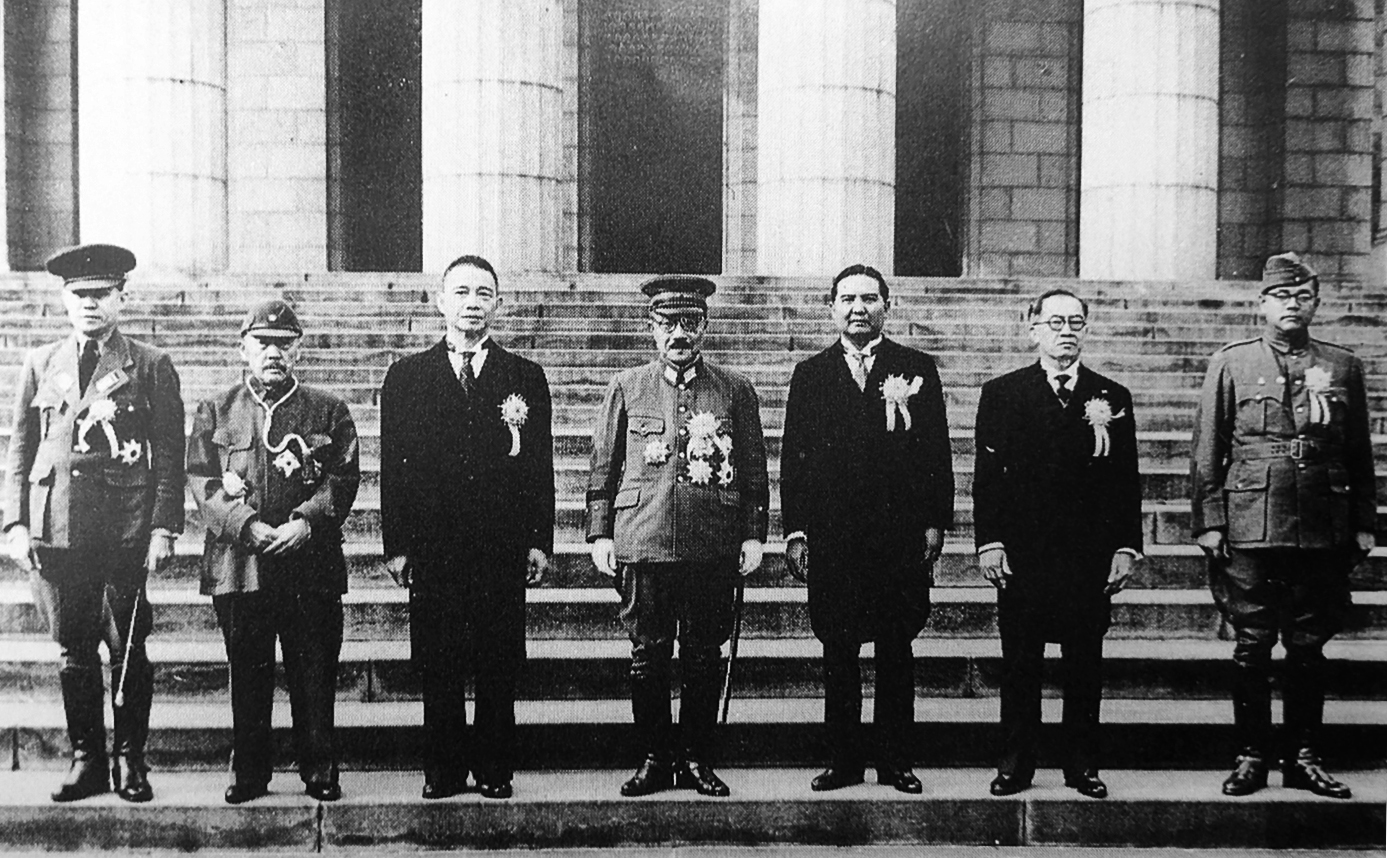
تصویری از اعضای شووا در جنگ جهانی دوم

با شروع خصومت بین ژاپن و چین در سال ۱۹۳۷، گفتگوها برای اتحاد ژاپن و آلمان آغاز شد. سرانجام در سال ۱۹۴۰ اتحادی سه‌جانبه شکل گرفت و رم، توکیو و برلین در کنار هم قرار گرفتند. در ۱۳ دسامبر ۱۹۳۷، ارتش امپراتوری ژاپن نانجینگ و سپس پایتخت چین را تصرف کرد. حاصل جنگی که ژاپن آغاز کرد، کشتار وسیع و تجاوز بود. هنگامی که ژاپن حاضر به عقب‌نشینی از چین نشد، دولت‌های آمریکا و فرانسه ژاپن را تحریم نفتی کردند. ژاپن این موضوع را دستاویز قرار داد و در ۷ دسامبر ۱۹۴۱ به پرل هاربر حمله ای غافلگیرکننده کرد. در اوت ۱۹۴۵، دولت ژاپن خبر تسلیم مقدماتی این کشور را به متفقین اعلام کرد و فردای آن‌روز، امپراتور هیروهیتو در یک نطق رادیویی، تسلیم بی قید و شرط ژاپن را به اطلاع مردم رساند اما در اوت ۱۹۴۵ شهرهای هیروشیما و ناگاساکی هدف حمله اتمی آمریکا قرار گرفت.

## شکست و اشغال ژاپن

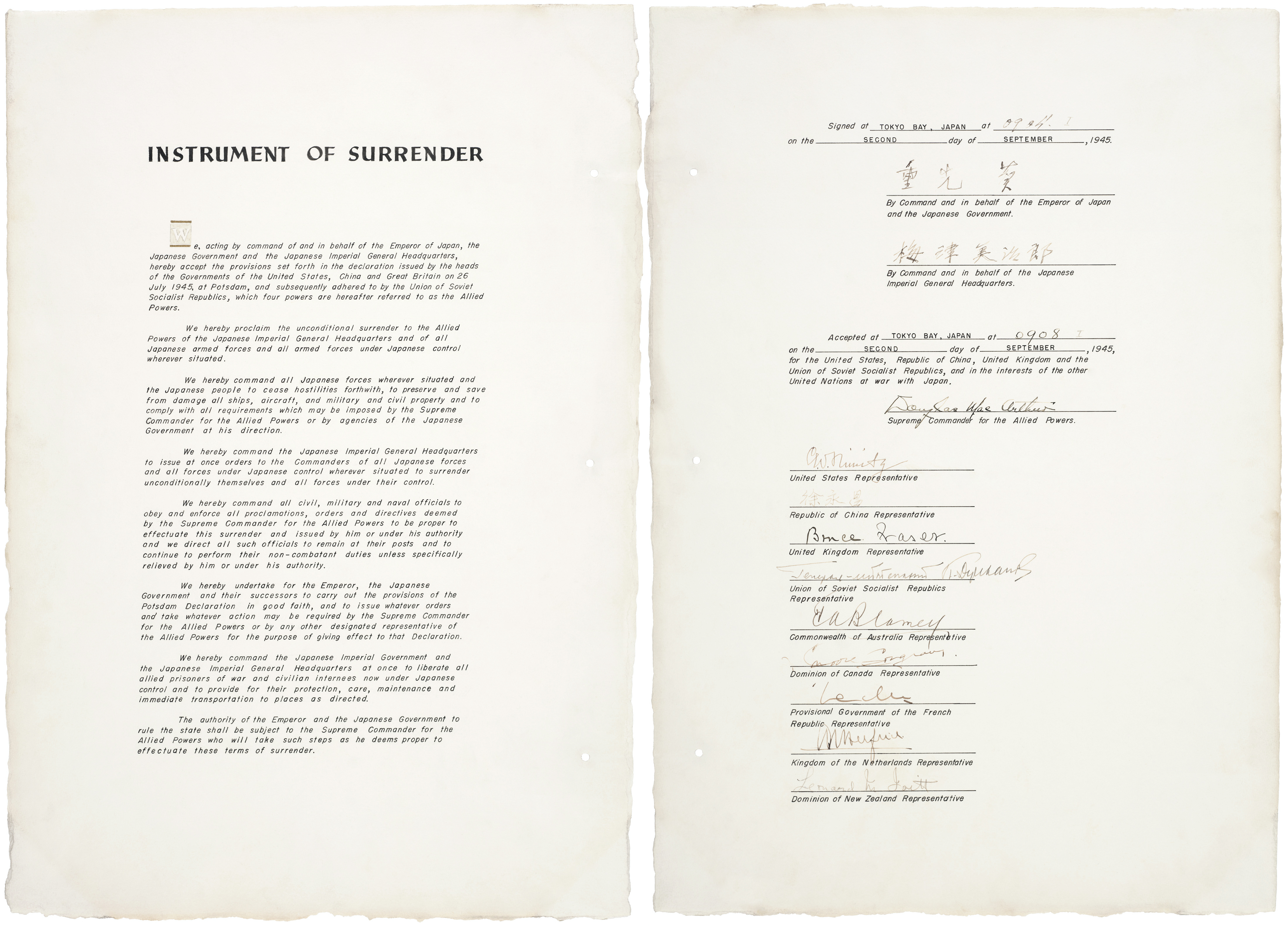
سند تسلیم ژاپن

با شکست ژاپن، نیروهای متفقین این کشور را اشغال کردند. اتحاد جماهیر شوروی مسئولیت کره شمالی و جزیره‌هایی را که در جنگ با ژاپن از دست داده بود به عهده گرفت. بقیه تصرفات ژاپن در اقیانوسیه و چین، زیر نظر آمریکا قرار گرفت. ژنرال داگلاس مک‌آرتور از سوی هری ترومن، رئیس‌جمهور ایالات متحده، به کار نظارت بر ژاپن اشغالی منصوب شد. نیروهای مسلح ژاپن به‌طور کامل خلع سلاح شدند. قانون اساسی ۱۹۴۷ ژاپن، این کشور را از آغاز هر جنگی بازداشت. امپراتور از دعوی خداگونگی صرف‌نظر کرد و از دخالت در سیاست منع شد. دادگاهی برای رسیدگی به جرائم جنگی، به سان آنچه که در نورنبرگ جریان داشت، در توکیو تشکیل شد. تعدادی از اعضای برجسته کابینه ژاپن و شخص نخست‌وزیر هیدکی توجو اعدام شدند. اما امپراتور و اعضای خانواده او محاکمه نشدند.

## بعد از جنگ
شکست ژاپن در جنگ جهانی دوم باعث دگرگونی‌های بنیادی در این کشور شد. این نخستین و تنها باری بود که این کشور به اشغال نیروهای خارجی درمی‌آمد.
این اشغال هفت ساله، اصلاحات سرتاسری دموکراتیک را در این کشور به دنبال آورد و به منزلت امپراتور به عنوان خدایی در میان انسان‌ها پایان داد. حکومت ژاپن به مشروطه سلطنتی تغییر یافت و این کشور صاحب نظام سیاسی دموکراتیک شد. با پیمان صلح سان‌فرانسیسکو در سال ۱۹۵۲، ژاپن استقلال خود را دوباره به دست آورد. دوران بعد از جنگ به معجزه اقتصادی ژاپن منتهی شد.